# Long Distance Voyager
Long Distance Voyager es el décimo álbum de estudio de la banda británica The Moody Blues, publicado el 15 de mayo de 1981 a través de Threshold Records. Fue el primer álbum en presentar al tecladista Patrick Moraz (quién había trabajado anteriormente en bandas como Refugee y Yes) en lugar del cofundador Mike Pinder, quién abandonó al grupo después de Octave en 1978.
Desde su lanzamiento, Long Distance Voyager se convirtió en el segundo álbum exitoso de la banda en los Estados Unidos. También fue un éxito comercial en el Reino Unido, donde alcanzó la posición #7 durante 19 semanas. En noviembre de 2008, el álbum fue reeditado y remasterizado en CD con un bonus track.

## Antecedentes
Las canciones de Long Distance Voyager fueron grabadas en los estudios Threshold. Las canciones fueron grabadas y mezcladas por Greg Jackman, mientras que Pip Williams fue el productor del álbum. Complementando a la banda – Justin Hayward, John Lodge, Ray Thomas, Graeme Edge y Patrick Moraz – había una sección de cuerdas interpretada por la New World Philharmonic, dirigida por Pip Williams.

## Título y diseño de portada
Long Distance Voyager es parcialmente un álbum conceptual, ya que solo la mitad de las canciones se relacionan con el “viajero” mencionado en el título del álbum. Las últimas tres pistas comprenden una mini suite que combina temas de bufones de carnaval y el caos experimentado entre bastidores en un espectáculo de rock.
La portada del álbum era una pintura titulada “Punch” (1840) por Thomas Webster, mientras que el diseño se basó en un concepto de la banda, el cual fue diseñado por Cream, quien estaba a cargo de la composición del álbum. La sonda espacial Voyager de la NASA se encuentra en la parte superior de la parte frontal de la portada del álbum. Los sobrevuelos de Saturno tanto de la Voyager 1 como de la Voyager 2 fueron noticia en 1980-81.

## Lista de canciones
| Lado uno |                       |                |          |  |
| N.º      | Título                | Escritor(es)   | Duración |  |
| 1.       | «The Voice»           | Justin Hayward | 5:16     |  |
| 2.       | «Talking Out of Turn» | John Lodge     | 7:19     |  |
| 3.       | «Gemini Dream»        | Hayward, Lodge | 4:09     |  |
| 4.       | «In My World»         | Hayward        | 7:20     |  |

| Lado dos |                         |              |          |  |
| N.º      | Título                  | Escritor(es) | Duración |  |
| 1.       | «Meanwhile»             | Hayward      | 4:08     |  |
| 2.       | «22,000 Days»           | Graeme Edge  | 5:27     |  |
| 3.       | «Nervous»               | Lodge        | 5:45     |  |
| 4.       | «Painted Smile»         | Roy Thomas   | 3:17     |  |
| 5.       | «Reflective Smile»      | Thomas       | 0:38     |  |
| 6.       | «Veteran Cosmic Rocker» | Thomas       | 3:13     |  |

- Los lados uno y dos fueron combinados como pista 1–10 en la reedición de CD.

| Bonus tracks (2008 Deram Records reissue) |                                |          |  |
| N.º                                       | Título                         | Duración |  |
| 11.                                       | «The Voice» (Sencillo versión) | 4:17     |  |

## Créditos
Créditos adaptados desde las notas del álbum.
The Moody Blues
- Justin Hayward – voz principal y coros (1, 3–6), guitarras
- John Lodge – voz principal y coros (2, 3, 6, 7), bajo eléctrico
- Ray Thomas – voz principal y coros (6, 8, 10), flauta, armónica
- Graeme Edge – batería
- Patrick Moraz – teclado

Músicos adicionales
- B. J. Cole – pedal steel guitar
- Dave Symonds – narración (9)
- The New World Philharmonic – orquestación

Personal técnico
- Pip Williams – productor, arreglos orquestales
- Greg Jackman – ingeniero de audio
- Norman Goodman – ingeniero de sonido
- Melvyn Abrahams – masterización
- Ted Jensen – masterización

Diseño
- Arts Union Glasgow – diseño de portada[1]

## Posicionamiento

### Gráfica semanal
| Gráficas (1981)                         | Pico de posición |
| --------------------------------------- | ---------------- |
| Nueva Zelanda (RIANZ)                   | 8                |
| Canadá (RPM Top Albums)                 | 1                |
| Alemania (GfK Entertainment)            | 28               |
| Países Bajos (MegaCharts Album Top 100) | 16               |
| Noruega (VG-lista)                      | 12               |
| Suecia (Sverigetopplistan)              | 46               |
| Reino Unido (UK Albums Chart)           | 7                |
| Estados Unidos (Billboard 200)          | 1                |

### Gráfica de fin de año
| Gráficas (1981)                         | Pico de posición |
| --------------------------------------- | ---------------- |
| Países Bajos (MegaCharts Album Top 100) | 92               |
| Estados Unidos (Billboard 200)          | 27               |

## Certificaciones y ventas
| País                  | Certificación | Ventas     |
| --------------------- | ------------- | ---------- |
| Australia (ARIA)      | –             | 40,000^    |
| Canadá (Music Canada) | Platino 3×    | 300,000^   |
| Estados Unidos (RIAA) | Platino       | 1,000,000^ |